# Izoseiste
Izoseiste su linije koje na kartama povezuju mjesta jednake jačine potresa.
vidi:
- izolinije